# إبراهيم الأشموري
إبراهيم الأشموري ممثل يمني كوميدي ساخر من بطولاته التلفزيونية مسلسل شر البلية الذي حقق نجاحا فائقا والذي عرض على قناة الفضائية اليمنية في شهر رمضان الكريم.
تعرض منزله الموجود بمحافظة عمران يوم 29 ديسمبر 2008 لانفجار قنبلة وقد أصابت منزله وسيارته بأضرار بينما لم يصب أحد من عائلته.
إبراهيم الاشموري ممثل يمني من محافظة عمران وهو ممثل موهوب جدا وهو ابن أخ الممثل اليمني الراحل عبد الكريم الاشموري اشتهر في مسلسل شر البلية هو والممثل المبدع عبد الناصر العراسي.